# Qazmalar
Qazmalar är en ort i Azerbajdzjan.   Den ligger i distriktet Qax Rayonu, i den nordvästra delen av landet, 270 km väster om huvudstaden Baku. Qazmalar ligger 233 meter över havet och antalet invånare är 249.
Terrängen runt Qazmalar är varierad. Närmaste större samhälle är Qax, 13,4 km norr om Qazmalar.
Trakten runt Qazmalar består till största delen av jordbruksmark. Runt Qazmalar är det ganska glesbefolkat, med 38 invånare per kvadratkilometer.